# Werner Riebenbauer
Werner Riebenbauer (* 7. Juli 1974 in Wien) ist ein ehemaliger österreichischer Radrennfahrer.

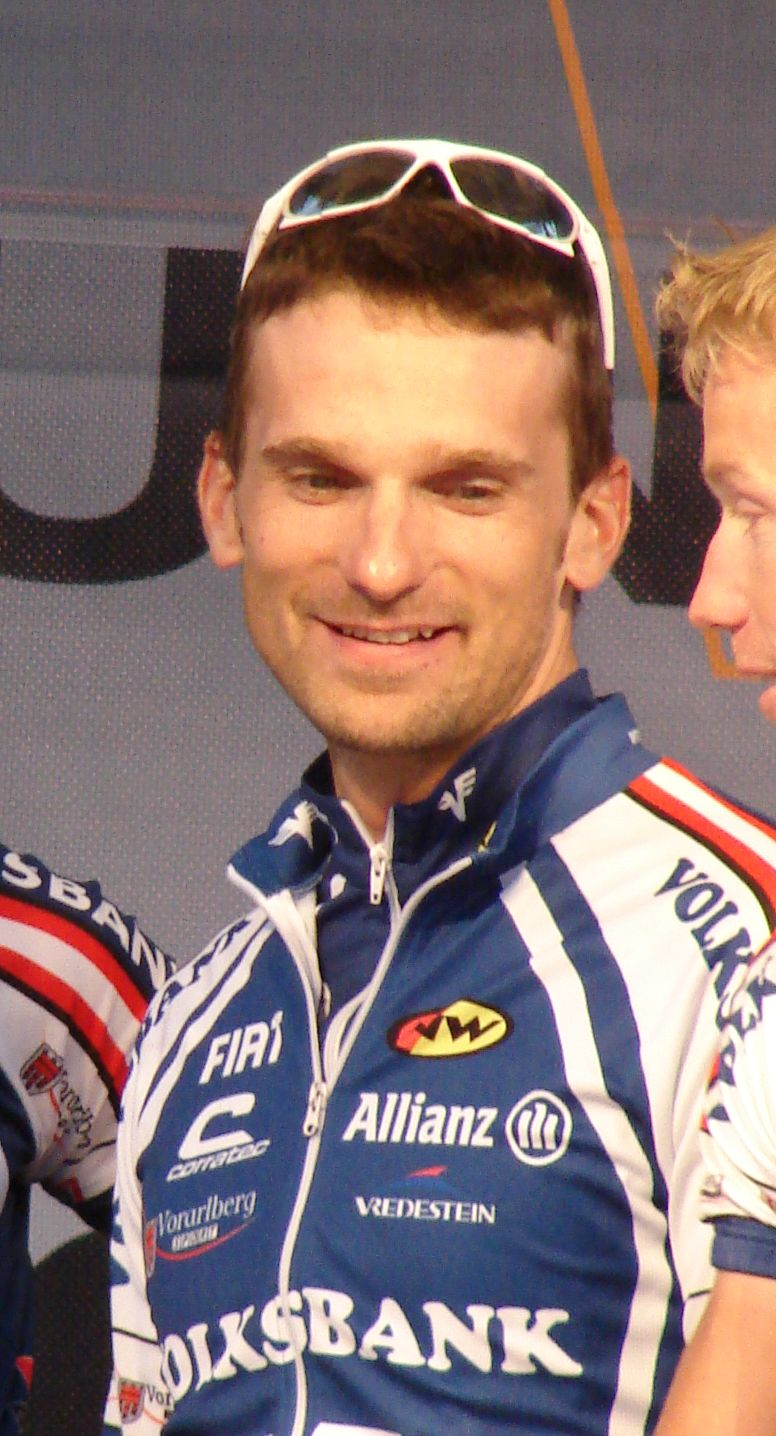
Werner Riebenbauer im August 2007

## Werdegang
Riebenbauer zählt seit Anfang der 2000er Jahre zu den besten  Straßen-Radrennfahrern des Landes. Der Sprintspezialist bekam seinen ersten Profivertrag beim Team Nürnberger und wechselte im Jahr 2003 nach Dänemark zum Team Fakta und 2006 zum Team Volksbank-Vorarlberg. Ab 2008 fuhr er im Continental Team RC Arbö Resch & Frisch Gourmetfein Wels.
Bei den Olympischen Spielen 2000 in Sydney belegte Riebenbauer gemeinsam mit Roland Garber Rang fünf im Zweier-Mannschaftsfahren. Im selben Jahr wurde er österreichischer Staatsmeister im Straßenrennen.
Im November 2012 erklärte Riebenbauer seinen Rückzug aus dem Profisport. Zwischenzeitlich war er im Verkauf von dem von Bernhard Kohl 2010 eröffneten Radgeschäft in Wien tätig. Sein Neffe ist der Radrennfahrer Matthias Riebenbauer.

## Sportliche Erfolge
2012
- eine Etappe Slowakei-Rundfahrt
- Sprintwertung Istrian Spring Trophy

2009
- Kirschblütenrennen Wels
- eine EtappeTobago International

2008
- eine Etappe Steiermark-Rundfahrt

2002
- eine Etappe Internationale Friedensfahrt

2001
- Sprintwertung Österreich-Rundfahrt
- eine Etappe Vuelta a Murcia
- eine Etappe Österreich-Rundfahrt

2000
- Österreicher Meister – Straßenrennen

## Teams
- 2001–2002 Team Nürnberger
- 2003–2005 Team Fakta
- 2006–2007 Volksbank-Vorarlberg
- 2008–2012 RC Arbö Resch & Frisch Gourmetfein Wels